# ニューヨーク・ヴォイセス
ニューヨーク・ヴォイセス（New York Voices）は、1986年にピーター・エルドリッジ、キャプリース・フォックス、サラ・クリーガー、ダーモン・ミーダー、キム・ナザリアンによって結成されたジャズ・ボーカル・グループである。クリーガーを除く全員が、1986年にヨーロッパをツアーしたイサカ・カレッジの同級生グループのメンバーであった。彼らは1988年にニューヨーク・ヴォイセスとしてのパフォーマンスを開始し、翌年にデビュー・アルバムをリリースした。サラ・クリーガーは1992年に脱退し、ローレン・キーナンに交代した。キャプリース・フォックスが脱退した後、グループはカルテットとなった。

## ディスコグラフィ

### アルバム
- 『ニューヨーク・ヴォイセス・デビュー!』 - New York Voices (1989年、GRP)
- 『ハーツ・オブ・ファイアー』 - Hearts of Fire (1991年、GRP)
- 『ホワッツ・インサイド』 - What's Inside (1993年、GRP)
- 『ポール・サイモン・ソングス』 - New York Voices Sing the Songs of Paul Simon (1998年、RCA Victor)
- 『シング・シング・シング』 - Sing! Sing! Sing! (2001年、Concord Jazz)
- 『ブラジリアン・ドリームズ』 - Brazilian Dreams (2002年、MCG Jazz) ※with パキート・デ・リベラ、クラウディオ・ロディッティ
- 『ア・デイ・ライク・ジス』 - A Day Like This (2007年、MCG Jazz)
- Let It Snow (2013年、Five Cent)
- Meeting of Minds (2018年、MCG Jazz) ※with ボブ・ミンツァー・ビッグ・バンド
- Reminiscing in Tempo (2019年、Origin)

### ゲスト参加アルバム
- カウント・ベイシー : Live at Manchester Craftsmen's Guild (1996年、MCG Jazz)
- ティル・ブレナー : The Christmas Album (2007年、Bam Bam Music)
- アン・ハンプトン・キャラウェイ : Signature (2002年、N-Coded)
- アン・ハンプトン・キャラウェイ :The Hope of Christmas (2016年、MCG Jazz)
- ルネ・フレミング : I Want Magic! (1998年、London)
- ジム・ホール : 『バイ・アレンジメント』 - By Arrangement (1998年、Telarc)
- ドン・セベスキー : I Remember Bill (1998年、RCA Victor)